# Enginyeria logística
L'enginyeria logística és l'aplicació dels conceptes de logística, la compra, el transport, l'emmagatzematge i la distribució de les matèries primeres, dels productes semiacabats i dels béns finals. La gestió d'aquestes activitats de manera eficient i efectiva per a una organització és el propòsit principal de l'enginyer en logística. L'enginyeria logística també estudia la satisfacció del consumidor final i la qualitat del servei. Una altra aplicació de l'enginyeria logística és la gestió de la cadena de subministraments.
L'enginyeria logística és una part fonamental de l'enginyeria industrial en la que l'optimització de les operacions de producció, emmagatzematge, transport i distribució s'estudien, calculen i optimitzen mitjançant models matemàtics i heurístics com ara la teoria de cues per a optimitzar temps, el mètode Simplex de la programació lineal per a optimitzar recursos materials, l'MRP (Material Requirements Planning) per a l'òptima planificació de la producció, i mètodes com l'anomenat problema del taller mecànic, que troben solucions òptimes simplificades (heurístiques) a problemes particulars.
Totes aquestes matèries s'estudien a les escoles d'enginyeria industrial sota el nom d'investigació operativa (anglès Operations Research).